# Экономика Новой Каледонии

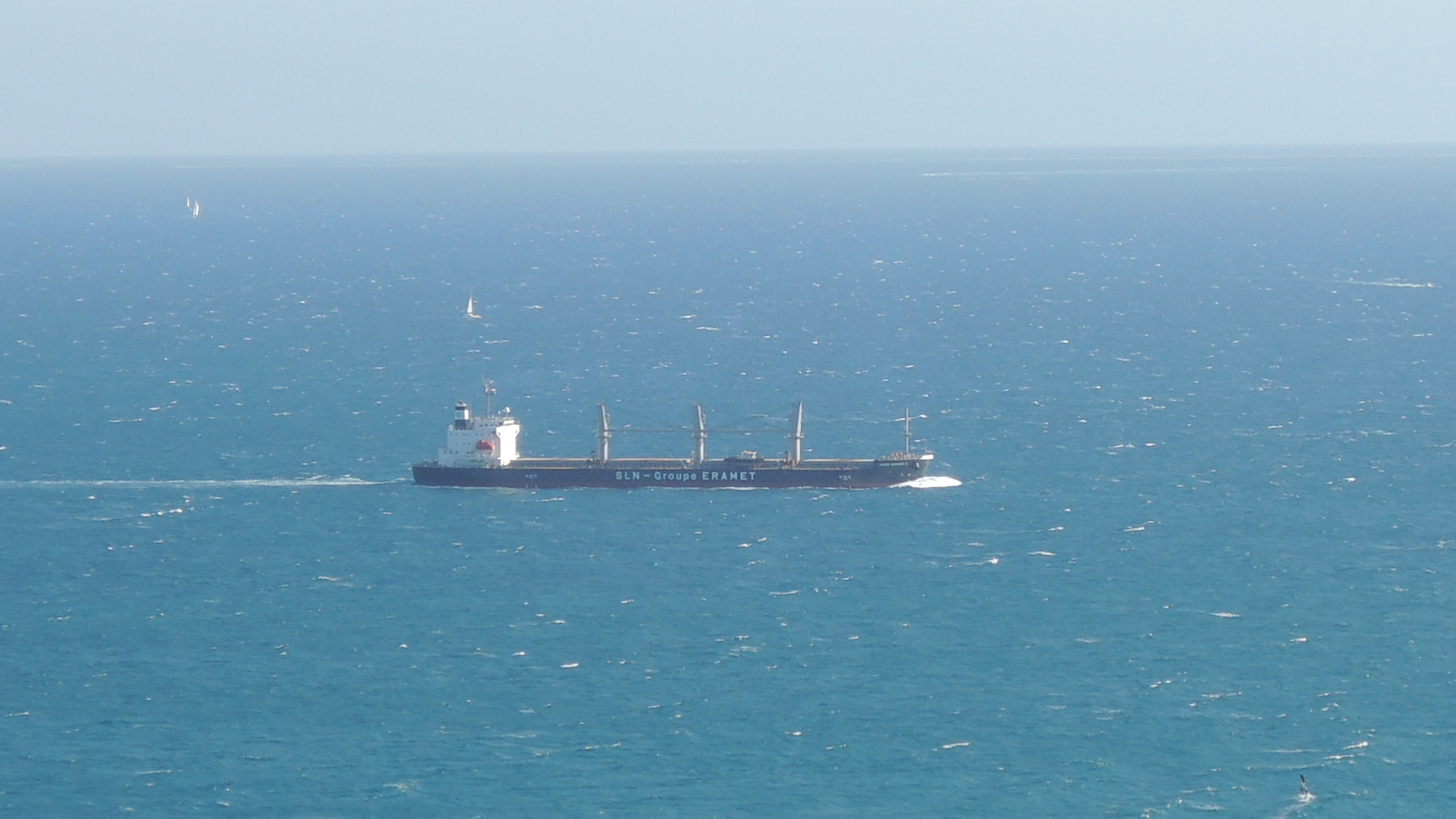
Судно горнодобывающей компании Eramet в лагуне Нумеа в 2012 году

Экономика Новой Каледонии — одна из экономик мира.
Новая Каледония обладает запасами никеля и содержит примерно 10 % от мировых запасов. Всего здесь есть около 7,100,000 тонн никеля. Годовой объём добычи — около 107 000 тонн в 2009 году. В том году Новая Каледония была пятой страной по величине добычи никеля, более высокие места занимали только Россия (266 000), Индонезия (189 000), Канада (181 000) и Австралия (167 000). В последние годы[когда?] экономика Новой Каледонии сильно пострадала из-за падения мирового спроса на никель, а также — из-за продолжающегося мирового финансового кризиса. Только ничтожно малое количество земель пригодно для земледения, поэтому на продовольственные товары приходится около 20 % импорта. Кроме никеля, существенную финансовую поддержку экономики оказывают деньги Франции и туризм. В 2000-х годах были проведены мероприятия, которые должны помочь увеличить добычу никеля.
ВВП Новой Каледонии в 2007 году составил 8,8 миллиарда долларов по рыночному курсу, это четвёртая по величине экономика Океании. Более высоких позиций добились Австралия, Новая Зеландия и Гавайи. ВВП на душу населения был равен 36,376 долларов США в 2007 году (по рыночным обменным курсам). Этот показатель ниже, чем в Австралии и на Гавайях, но выше, чем в Новой Зеландии.
В 2007 году объём экспорта из Новой Каледонии составил 2,11 млрд долл., 96,3 % экспорта — полезные ископаемые и сплавы (в основном: никелевые руды и ферроникель). Импорт составил 2,88 млрд долларов США. 26,6 % импорта — из Франции, 16,1 % — из других европейских стран, 13,6 % из Сингапура (в основном топливо), 10,7 % из Австралии, 4,0 % — из Новой Зеландии, 3,2 % — из США, 3,0 % из Китая, 3,0 % из Японии, а 22,7 % — из других стран.

## Туризм
Согласно статистике 2007 года, каждый год около 200 японских пар едут в Новую Каледонию на свадьбу и медовый месяц.
СМИ Oceania Flash сообщило, что в 2007 году некая компания планировала построить новую свадебную часовню, чтобы способствовать проведению японских свадеб.
Новая Каледония является популярным местом для поездок среди австралийских старшеклассников, которые изучают французский язык.
По итогам 2022 года после пандемии COVID-19 туризм в Новой Каледонии восстановился на 60%, а количество въездных туристов составило 78 848 человек.

## Транспорт
Построенная в начале XX века железная дорога после ухода американской армии в 1944 году была разрушена и разобрана.